# Stephen P. Clark Government Center
El Stephen P. Clark Government Center, conocido también como Government Center o Miami-Dade Center, es un rascacielos en el distrito financiero de Miami, Florida, Estados Unidos. Es el edificio sede del gobierno del Condado de Miami-Dade. Muchas oficinas del condado están ubicadas en o cerca del edificio. Los palacios locales y federales se encuentran a cinco manzanas del edificio. La torre tiene 155 metros de altura y tiene 28 plantas. Tiene una de las ratios más altas de altura entre plantas de cualquier rascacielos, un total de 5,5 metros por piso. La estación de metro Government Center se encuentra en el subsuelo del edificio, lo que le da un fácil acceso al transporte público. Se encuentra en el centro oeste, en North First Street entre West First y West Second Avenue. El edificio fue terminado en 1985. 

## Su nombre

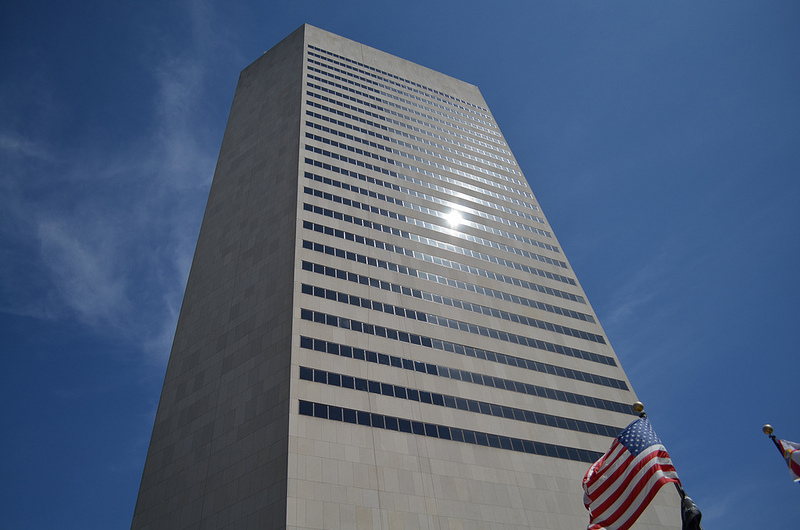
Vista del Centro de Gobierno Stephen P. Clark de Miami

El edificio lleva el nombre de Stephen P. Clark, en honor al antiguo alcalde del condado de Miami-Dade y luego alcalde de Miami. Stephen P. Clark nació en 1924 y murió en 1996. 